# Chiesa di San Gabriele (Villagrande Strisaili)
La chiesa di San Gabriele arcangelo è un edificio religioso situato a Villagrande Strisaili, centro abitato della Sardegna centro-orientale. Consacrata al culto cattolico è sede dell'omonima parrocchia e fa parte della diocesi di Lanusei. Risale al XVIII secolo.